# Capparis quiniflora
Capparis quiniflora är en kaprisväxtart som beskrevs av Dc. Capparis quiniflora ingår i släktet Capparis och familjen kaprisväxter. Inga underarter finns listade i Catalogue of Life.